# هارپاستوم

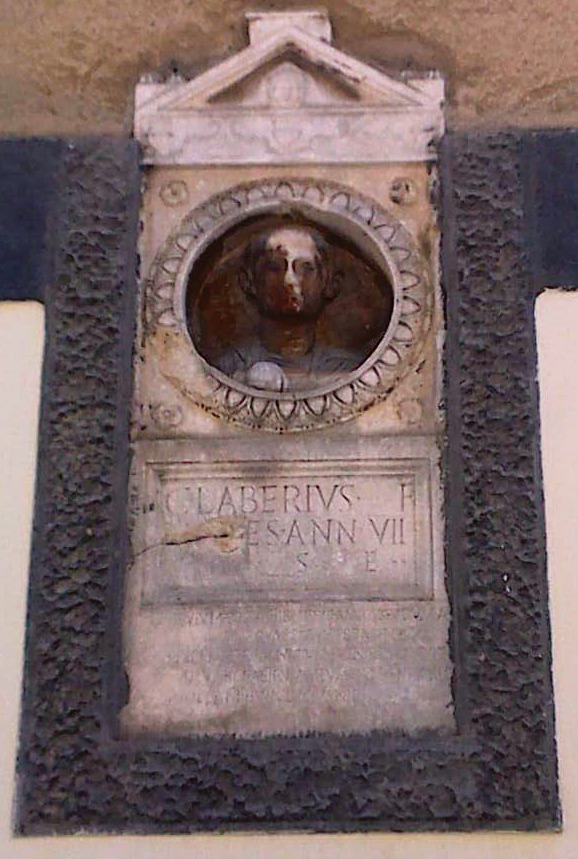
سنگ قبر پسری با توپ هارپاستوم. سینی، دالماسی، کرواسی.

هارپاستوم یا هارپوستوم، یک نوع بازی با توپ بود که در امپراتوری روم اجرا می‌شد. رومیان آن را بازی با توپ کوچک نامیده‌اند. توپ این بازی به‌بزرگی توپ فوتبال نبود؛ بلکه مانند توپ سافتبال بود.